# Etterbeek
Etterbeek – miasto i gmina w Belgii, jedna z 19 w dwujęzycznym Regionie Stołecznym Brukseli, w Okręgu Stołecznym Brukseli. 1 stycznia 2023 liczyła 49 558 mieszkańców. Znajduje się w środkowo-wschodniej części regionu i sąsiaduje z gminą Bruksela. Ośrodek przemysłu spożywczego oraz włókienniczego.  
Na terenie gminy znajduje się stacja kolejowa – Merode (stacja kolejowa Etterbeek położona jest w sąsiedniej gminie Ixelles) oraz trzy stacje metra (Merode, Thieffry, Pétillon – linie 1 i 5). 

## Demografia
Gminę zamieszkują liczni Polacy. Znajdują się tutaj polska ambasada przy ulicy (Rue des Francs 28 / Frankenstraat 28) oraz kościół, w którym odbywają się polskie msze, a także co najmniej trzy polskie sklepy.

## Zabytki i turystyka
Pomiędzy stacjami metra Schuman i Merode rozciąga się wielki park Cinquantenaire {Jubelpark}, na terenie którego znajduje się łuk triumfalny, Królewskie Muzeum Sił Zbrojnych i Historii Wojennej (Musée royal de l'Armée et de l'Histoire militaire / Koninklijk Museum van het Leger en de Krijgsgeschiedenis), muzeum samochodowe Autoworld, Muzea Sztuki i Historii (Musées royaux d'Art et d'Histoire / Koninklijke Musea voor Kunst en Geschiedenis) , a także Wielki Meczet. 
Niekwestionowanym centrum Etterbeeku jest Merode, gdzie znajdują się liczne restauracje, puby i sklepy.

## Współpraca
Miejscowości partnerskie:
- As-Suwajra, Maroko
- Beauport, Kanada
- Fontenay-sous-Bois, Francja
- Forte dei Marmi, Włochy